# Tropidion pubicolle
Tropidion pubicolle är en skalbaggsart som beskrevs av Martins och Dilma Solange Napp 1986. Tropidion pubicolle ingår i släktet Tropidion och familjen långhorningar.
Artens utbredningsområde är Brasilien. Inga underarter finns listade i Catalogue of Life.